# ANK1
ANK1, анкирин 1, или эритроцитарный анкирин, (англ. ankyrin 1, erythrocytic; ankyrin-R) — адаптерный белок из семейства анкиринов, типовой представитель семейства, кодируется геном человека ANK1.

## Структура
Белок состоит из 1880 аминокислот. Включает 23 анкириновых повтора, которые формируют структуру, напоминающую соленоид, и  обеспечивают связывание ANK1 со спектрином, 2 домена ZU5, death-домен, связывающий анкирин с белками, участвующими в апоптозе, UPA домен и регуляторный домен. 

## Функция
ANK1 является цитозольным белком, обеспечивает связь интегральных мембранных белков со спектрин-актиновым цитоскелетом клетки.

## Тканевая специфичность
Анкирин 1 является прототипом всех представителей семейства. Был впервые обнаружен в эритроцитах. Кроме этого экспрессируется в мозге и мышцах.

## В патологии
Мутации гена ANK1 ответственны за 50% случаев наследственного сфероцитоза, аутоиммунной гемолитической анемии, характеризующейся образованием сферических эритроцитов вместо нормальных двояковогнутых дискоидных клеток.